# Jazinda
Jazinda è un personaggio immaginario che compare nei fumetti americani pubblicati da Marvel Comics. È la figlia disconosciuta di Kl'rt il Super-Skrull. Esiliata dall'impero Skrull sotto la minaccia di morte come traditrice, attualmente risiede e lavora sulla Terra come parte di una squadra di caccia di bounty freelance con She-Hulk.